# Oligosarcus solitarius
Oligosarcus solitarius és una espècie de peix de la família dels caràcids i de l'ordre dels caraciformes.

## Morfologia
- Els mascles poden assolir 16,2 cm de llargària total i les femelles 13,1.[4]

## Hàbitat
Viu en zones de clima tropical.

## Distribució geogràfica
Es troba a Sud-amèrica: conca del riu Doce (Minas Gerais, Brasil).